# 福島實智子
福島 實智子（ふくしま みちこ、1963年8月23日 - ）は、北海道熊石町（現八雲町）生まれ大阪府茨木市出身の射撃（ピストル）選手。旧名・長谷川智子。

## 経歴
春日丘高校時代はソフトボール部に所属していたが、卒業後大阪府警に進み1983年に射撃を始める。1988年、ソウルオリンピックにスポーツピストルで出場し銀メダル獲得。地元大阪では人気者となりこの年の｢第39回NHK紅白歌合戦｣にも近畿地方代表の地方審査員で出演。五輪選手が特別審査員で出演するケースはこれまでもあったが地方審査員で出演するのは初めてのケースだった。同僚と結婚が決まった際には夕刊紙で報じられた。結婚を機に退職し1度引退する。
1997年、現役復帰し、その年の全日本選手権大会で準優勝となる。1999年W杯でエアピストル5位に入賞し、シドニーオリンピック出場権を獲得した。2000年W杯ではスポーツピストルで優勝した。シドニー五輪ではエア・スポーツとも5位でダブル入賞。大会後2度目の引退。
その後訪問介護員2級の資格を取り、ホームヘルパーとして勤務するが、2004年に国友銃砲火薬店に所属し2度目の現役復帰。アテネオリンピックに2大会連続での出場を果たす。日本選手団女子選手では最年長であった。しかし、エアピストル25位、25mピストル13位と不本意な成績に終わる。
2007年、W杯25mピストルで準優勝を果たし、3大会連続となる北京オリンピックの代表に選ばれる。北京五輪個人競技では日本選手で最初の試合出場となった。
警察時代に職場結婚した相手とは後に離婚し、現在は再婚である。

## 脚註
1. ↑  現役のアスリートが地方審査員を務めたケースは第22回（1971年）に同年の日本オープンゴルフ選手権競技でローアマとなった当時アマチュアだったプロゴルファーの高橋信雄が関東甲信越地方の地方審査員に、同じく同年のバドミントン全英オープンで優勝した中山紀子が中部地方の地方審査員に（第22回は著名人で構成される特別審査員審査員と視聴者代表審査員との括りを廃して地方代表審査員に一本化したが第23回以降は再び特別審査員と視聴者代表審査員に戻した）、第36回（1985年）に当時アマチュアだったプロゴルファーの服部道子が同年の全米女子アマで優勝したことがきっかけで中部地方の地方審査員になった例がある。なお、服部は第49回（1998年）に年間5勝を挙げて賞金女王に輝いたことから特別審査員を務めた。地方審査員と特別審査員の両方を務めた初めてのケースとなった。
2. ↑  20年ぶりメダル撃つ 朝日新聞 2008年7月17日閲覧